# Aktanis
Aktanis (oroszul: Актаныш) falu Oroszországban, Tatárföldön, az Aktanisi járás székhelye. 
Népessége: 8923 fő (a 2010. évi népszámláláskor).

## Elhelyezkedése
Tatárföld északkeleti peremén, Kazanytól 381 km-re keletre, a Belaja alsó folyásának bal partján terül el, közel a Nyizsnyekamszki-víztározóhoz és a baskíriai határhoz. A legközelebbi vasútállomás 65 km-re északra, Nyeftyekamszkban van.
A település 1710 óta ismert. Sokáig híresek voltak évente szeptember utolsó hetében tartott vásárai. 1930–1963 között, majd 1965-től kezdve ismét járási székhely.
Az ipar vezető ágazata az élelmiszer-feldolgozás. 2006-ban a faluban aggregátorgyárat létesítettek, mely a KamAZ autógyár beszállítója. 

## Népessége

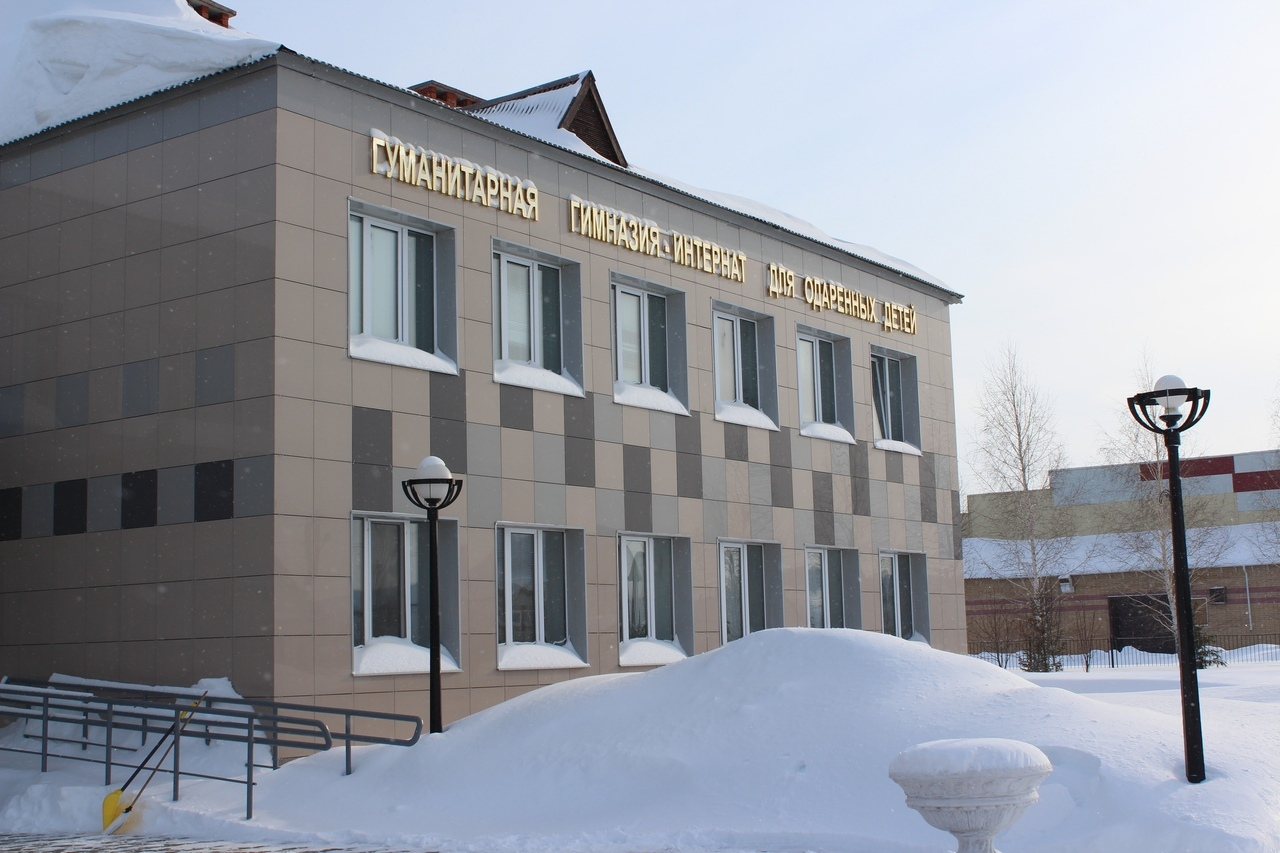
Bentlakásos gimnázium a településen

A lakosság túlnyomó része tatár.
| Év   | Népesség |
| ---- | -------- |
| 1959 | 2543     |
| 1970 | 2884     |
| 1979 | 5178     |
| 1989 | 6814     |
| 2002 | 8148     |
| 2010 | 8923     |